# 肯辛頓 (新罕布什爾州)
肯辛頓（英語：Kensington）是一個位於美國新罕布什爾州羅京安縣的鎮。

## 人口
根據2020年美國人口普查的數據，肯辛頓的面積為31.03平方千米，當中陸地面積為30.99平方千米，而水域面積為0.04平方千米。當地共有人口2095人，而人口密度為每平方千米68人。